# Selos postais da Irlanda

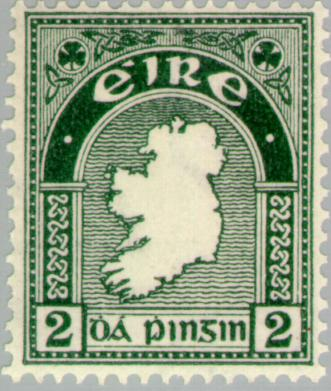
2d Mapa da Irlanda: primeiro selo irlandês

O selos postais da Irlanda são emitidos pelo operador postal do Estado independente irlandês. Irlanda era parte do Reino Unido da Grã-Bretanha e Irlanda quando os primeiros selos do mundo foram emitidos em 1840. Esses selos e todas as emissões subsequentes britânicas foram usados na Irlanda até que o novo governo irlandês assumisse o poder em 1922. A partir de 17 de fevereiro de 1922, os selos britânicos existentes tiveram overprint com texto irlandês para fornecer algum definitivo até que se tornassem disponíveis diferentes questões irlandesas.